# 清水章夫
清水 章夫（しみず あきお、1975年9月9日 - ）は、大阪府豊中市出身の元プロ野球選手（投手）。左投左打。

## 経歴

### プロ入り前
小学生から野球を始めるがライトで8番打者。中学でも野球は続けたが本人も下手くそだったと振り返る。大阪高校進学を期に野球を止めるつもりだったが、友人に誘われ見物した軟式野球部に入部し、ここで初めて投手を務めた。2年連続で大阪大会で優勝し注目を集めた。
やがて硬式野球への憧れを抱き、大学への進学を目指すも、軟式野球出身者であった清水を受け入れる大学は少なく、高校時代のクラスメートの父親の力も借り、名門の近畿大学へ入学。一年目は二部（夜間部）に入学し二年目に一部に編入された。二岡智宏、宇高伸次、藤井彰人、山下勝己らとチームメイトになり、4年時にはチームを全日本大学野球選手権大会優勝、明治神宮大会優勝などアマチュア五冠に導く。関西学生リーグ通算16試合登板、11勝1敗、防御率1.14。最優秀選手1回、最優秀投手2回、ベストナイン1回受賞。
1997年秋のプロ野球ドラフト会議に際しては6球団の争奪戦となったが、最終的には日本ハムファイターズを逆指名し、1位で入団することとなった。

### プロ入り後
入団後の2年間は左肩やひじの故障に苦しんだ。3年目の2000年に先発投手として6勝を挙げるも、その後は思うように勝ち星を伸ばせなかった。
2003年は中継ぎに転向し、50試合に登板した。
2004年は42試合に登板したが防御率6.88と低迷。同年オフに何かを変えたいと投球フォームをサイドスローに変更したが、キャンプの投球練思うように習中にひじを故障し、翌2005年は6年ぶりに一軍登板無しに終わった。
2006年はフォームをオーバースローに戻し、一軍で中継ぎとして出番を与えられ、4月1日のオリックス戦で約2年振りの白星を手にした。
2007年は一軍登板がないまま6月28日に歌藤達夫・萩原淳とのトレードで木元邦之と共にオリックスへ移籍した。移籍先のオリックスでも一軍登板無しに終わったものの、この年二軍で二軍投手コーチの清川栄治の指導を受けて再びサイドスローに転向した。秋のフェニックス・リーグでは好投をテリー・コリンズ監督に見せ好印象を与えたが、2008年の一軍キャンプには呼ばれなかった。それでも腐らず練習に打ち込み、二軍で13試合に登板して自責点2の好成績を挙げ、住友平二軍監督の推薦を受けて5月17日ロッテ戦で一軍昇格した。さらに、コリンズ監督が辞任してから二軍コーチ陣が一軍の指揮を執ると重用されるようになり、主に左のワンポイントとして34試合に登板。5月25日の横浜戦では移籍後初勝利を挙げ、8月14日の日本ハム戦では6年振りとなるセーブを挙げた。8月28日のソフトバンク戦では、2点リードの8回裏2死2,3塁の場面で登板したが、本多雄一に初球で内野安打を許して降板。その後、本多が決勝のホームを踏んだため、プロ野球史上22人目の1球敗戦投手を記録した。大阪ドームでの2008年のパシフィック・リーグクライマックスシリーズ1stステージ初戦では中継ぎで登板し、これが自身の現役生活唯一のポストシーズン出場となった。
2009年もワンポイントリリーフとして一軍に定着し、自己最多となる58試合に登板し、11ホールドを記録した。8月25日の日本ハム戦では、2点リードされた10回表に登板し、稲葉篤紀を初球でレフトフライに仕留めると、その裏に味方打線が奮起して逆転サヨナラ勝利を収め、史上28人目の1球勝利投手を記録した。これに伴い、1球勝利投手と1球敗戦投手を両方記録、落合英二・林昌樹に続いての史上3人目の投手となった。
2010年は肘の故障に苦しみ一軍登板無しに終わり、同年10月2日付で球団から戦力外通告を受け、現役を引退した。

### 引退後
引退後は広島県福山市で、夫人の実家の自転車店「サイクルハウス　ケンズ」で義父母と共にスタッフとして働いていた。球団スタッフとして業界に残る道もあったが、未練や悔しさを断ち切るために異業種への転向となった。また、2013年には三原市で開催されたトライアスロンにも参加している。
2019年1月18日にベースボール・チャレンジ・リーグの新潟アルビレックス・ベースボール・クラブ監督に就任することが発表された。2シーズン指揮を執り、2020年10月9日に同シーズンの契約満了をもって退任することが発表された。
監督退任後は再び自転車業界に携わる傍ら京都先端科学大学硬式野球部の投手コーチを務めている。

## 選手としての特徴
左サイドスローからスライダーとシュートを投げ分け、左右の揺さぶりで打たせて取る投球スタイル。プロ入り後は主に中継ぎ投手として活躍した。

## 詳細情報

### 年度別投手成績
| 年 度     | 球 団      | 登 板 | 先 発 | 完 投 | 完 封 | 無 四 球 | 勝 利 | 敗 戦 | セ 丨 ブ | ホ 丨 ル ド | 勝 率 | 打 者 | 投 球 回 | 被 安 打 | 被 本 塁 打 | 与 四 球 | 敬 遠 | 与 死 球 | 奪 三 振 | 暴 投 | ボ 丨 ク | 失 点 | 自 責 点 | 防 御 率 | W H I P |
| --------- | ---------- | ----- | ----- | ----- | ----- | -------- | ----- | ----- | -------- | ----------- | ----- | ----- | -------- | -------- | ----------- | -------- | ----- | -------- | -------- | ----- | -------- | ----- | -------- | -------- | ------- |
| 1998      | 日本ハム   | 3     | 2     | 0     | 0     | 0        | 0     | 1     | 0        | --          | .000  | 47    | 9.2      | 16       | 1           | 5        | 0     | 0        | 7        | 0     | 1        | 9     | 8        | 7.45     | 2.17    |
| 2000      | 日本ハム   | 23    | 16    | 4     | 1     | 0        | 6     | 9     | 0        | --          | .400  | 513   | 115.1    | 104      | 10          | 69       | 3     | 7        | 67       | 4     | 0        | 61    | 52       | 4.06     | 1.50    |
| 2001      | 日本ハム   | 22    | 17    | 2     | 0     | 0        | 2     | 7     | 0        | --          | .222  | 478   | 108.1    | 113      | 16          | 48       | 1     | 7        | 87       | 1     | 0        | 62    | 59       | 4.90     | 1.49    |
| 2002      | 日本ハム   | 18    | 7     | 2     | 1     | 0        | 2     | 4     | 1        | --          | .333  | 204   | 48.1     | 47       | 7           | 11       | 0     | 6        | 32       | 2     | 0        | 27    | 23       | 4.28     | 1.20    |
| 2003      | 日本ハム   | 50    | 0     | 0     | 0     | 0        | 0     | 1     | 0        | --          | .000  | 177   | 42.1     | 34       | 4           | 21       | 0     | 2        | 21       | 1     | 0        | 21    | 18       | 3.83     | 1.30    |
| 2004      | 日本ハム   | 42    | 0     | 0     | 0     | 0        | 1     | 0     | 0        | --          | 1.000 | 159   | 34.0     | 44       | 4           | 16       | 2     | 2        | 27       | 1     | 0        | 26    | 26       | 6.88     | 1.76    |
| 2006      | 日本ハム   | 29    | 0     | 0     | 0     | 0        | 1     | 3     | 0        | 3           | .250  | 136   | 30.1     | 31       | 1           | 14       | 1     | 4        | 22       | 2     | 0        | 12    | 11       | 3.26     | 1.48    |
| 2008      | オリックス | 34    | 0     | 0     | 0     | 0        | 4     | 2     | 1        | 6           | .667  | 106   | 24.0     | 29       | 2           | 4        | 0     | 3        | 14       | 0     | 0        | 13    | 13       | 4.88     | 1.38    |
| 2009      | オリックス | 58    | 0     | 0     | 0     | 0        | 1     | 2     | 0        | 11          | .333  | 167   | 34.2     | 41       | 3           | 17       | 4     | 7        | 18       | 1     | 0        | 25    | 19       | 4.93     | 1.67    |
| 通算：9年 | 通算：9年  | 279   | 42    | 8     | 2     | 0        | 17    | 29    | 2        | 20          | .370  | 1987  | 447.0    | 459      | 48          | 205      | 11    | 38       | 295      | 12    | 1        | 256   | 229      | 4.61     | 1.49    |

### 記録
初記録
- 初登板・初先発：1998年5月6日、対近鉄バファローズ4回戦（藤井寺球場）、1回1/3を5失点（自責点4）
- 初奪三振：同上、1回裏にタフィ・ローズから
- 初勝利・初先発勝利：2000年5月14日、対大阪近鉄バファローズ8回戦（東京ドーム）、7回2失点
- 初完投勝利：2000年5月23日、対オリックス・ブルーウェーブ9回戦（東京ドーム）、9回2失点
- 初完封勝利：2000年7月20日、対大阪近鉄バファローズ18回戦（東京ドーム）
- 初セーブ：2002年9月22日、対福岡ダイエーホークス27回戦（東京ドーム）、9回表2死に4番手で救援登板・完了、1/3回を無失点
- 初ホールド：2006年6月20日、対東京ヤクルトスワローズ6回戦（明治神宮野球場）、6回裏に2番手で救援登板、2/3回を無失点

その他の記録
- 1球敗戦投手：2008年8月28日、対福岡ソフトバンクホークス19回戦（福岡Yahoo! JAPANドーム）、8回裏に本多雄一に遊撃内野安打　※史上22人目
- 1球勝利投手：2009年8月25日、対北海道日本ハムファイターズ15回戦（京セラドーム大阪）、10回表に稲葉篤紀を左飛　※史上28人目
- 1球勝利・1球敗戦を両方記録　※史上3人目

### 背番号
- 21 （1998年 - 2003年）
- 19 （2004年 - 2007年途中）
- 42 （2007年途中 - 同年終了）
- 13 （2008年 - 2010年）
- 99 （2019年 - 2020年）